# Вільно й легко (фільм, 2016)
«Вільно й легко» (кит.: 轻松+愉快; піньїнь: qīng sōng yú kuài) — китайський комедійний фільм 2016 року, поставлений режисером Юнь Геном. На кінофестивалі «Санденс» 2017 року стрічка отримала Спеціальний приз журі. У липні 2017 року фільм брав участь в міжнародній конкурсній програмі 8-го Одеського міжнародного кінофестивалю у змаганні за головний приз — Золотий Дюк .

## Сюжет
Шахрай приїжджає у засніжене містечко на півночі Китаю. Він — продавець чарівного мила, що дозволяє обдурювати необізнаних для того, щоб заволодіти їх грошами та майном. Інші жителі містечка геть забули, що таке вірні рішення: навіть дрібні злочини для них — нова норма. Тому на життєвому шляху головного героя зустрічаються різні персонажі: два офіцери поліції, що розслідують справу, не маючи жодних доказів, лісничий, що переслідує викрадача дерева, та навіть несправжній монах…

## У ролях
| • Сюй Ган    | … | Йонг Ге |
| • Чжан Чжиюн | … | Ганг Ге |

## Нагороди та номінації
| Список нагород та номінацій        | Список нагород та номінацій | Список нагород та номінацій | Список нагород та номінацій | Список нагород та номінацій | Список нагород та номінацій |
| Кінопремія                         | Дата церемонії              | Категорія                   | Номінант(и)                 | Результат                   | Дж                          |
| ---------------------------------- | --------------------------- | --------------------------- | --------------------------- | --------------------------- | --------------------------- |
| Кінофестиваль «Санденс»            | 2017                        | Гран-прі журі               | Вільно й легко              | Номінація                   |                             |
| Кінофестиваль «Санденс»            | 2017                        | Спеціальний приз журі       | Вільно й легко              | Перемога                    |                             |
| Одеський міжнародний кінофестиваль | 2017                        | Гран-прі Золотий Дюк        | Вільно й легко              | Номінація                   | [ 2 ]                       |
| Одеський міжнародний кінофестиваль | 2017                        | Спеціальна згадка журі      | Вільно й легко              | Перемога                    | [ 5 ]                       |